# Ringo (Name)
Ringo ist sowohl ein männlicher als auch ein weiblicher Vorname, der auch als Familienname vorkommt.

## Herkunft und Bedeutung
Ringo ist im Deutschen eine Kurzform des Namens Ringolf, der im Althochdeutschen von ragin/regin = ‚Rat, Beschluss‘ und wolf = ‚Wolf‘ abgeleitet wird.

## Namensträger
Familienname:
- Diana Ringo (* 1992), finnische Filmregisseurin und Komponistin
- Jerome Ringo (1955–2025), US-amerikanischer Anwalt und Umweltschützer
- Jim Ringo (1931–2007), US-amerikanischer American-Football-Spieler
- John Ringo (* 1963), US-amerikanischer Science-Fiction- und Fantasy-Autor
- Johnny Ringo (John Peters Ringo; 1850–1882), US-amerikanischer Revolverheld
- Josef Abramowitsch Ringo (1883–1946), russischer Erfinder und Schriftsteller
- Kelee Ringo (* 2002), US-amerikanischer American-Football-Spieler

Vorname:
- Ringo Herrig (* 1975), deutscher Fußballspieler
- Ringo Hirth (* 1950), deutscher Schlagzeuger
- Ringo Lam (1955–2018), chinesischer Filmregisseur
- Ringo Miyajima (* 2003), japanische Skispringerin und ehemalige Nordische Kombiniererin
- Ringo Starr (Richard Starkey; * 1940), englischer Popmusiker
- Sheena Ringo (* 1978), japanische Sängerin, Gitarristin und Pianistin

Sonstige:
- Ringo, Spitzname von Andreas Ringhofer (* 1984), österreichischer Skibergsteiger, Skilangläufer, Radsportler und Marathonläufer
- Richard „Ringo“ Langley, fiktive Figur aus „Akte-X“, siehe Akte X → Nebendarsteller